# Speedy Gonzales (chanson)
Speedy Gonzales est une chanson coécrite et originellement enregistrée par l'acteur et chanteur américain David Dante (de son vrai nom David Hess). Sa version est initialement sortie en 1960 sur le 45 tours RCA 7860. Les paroles évoquent le personnage Speedy Gonzales.
En 1962, la chanson est reprise par Pat Boone (chez Dot Records). Sa version atteint la 6e place aux États-Unis (dans le Hot 100 de Billboard) dans la semaine du 28 juillet 1962.
Quand la version de Pat Boone commence à devenir populaire, la version originale de David Dante est rééditée sur le 45 tours RCA 8056, mais, cette fois non plus, elle n'entre pas dans les hit-parades.

## Version française

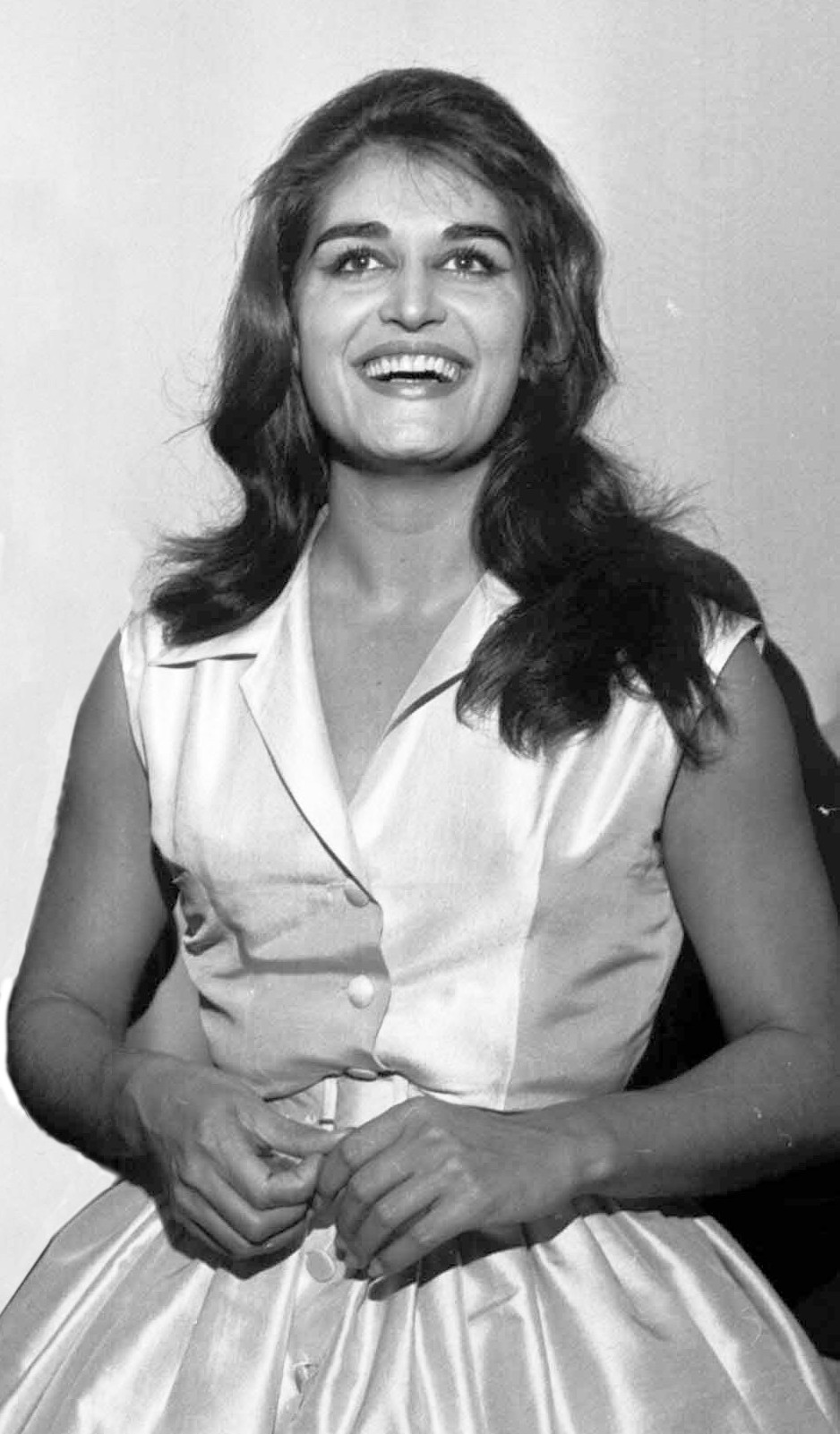
Dalida au début des années 1960.

En 1962, une adaptation en français, sur des paroles de Danyel Gérard, a été interprétée par Dalida. Cette version remporte beaucoup de succès, se classant 4e des ventes en France, 3e en Wallonie et 2e au Québec la même année.